# Mathilda (Vorname)
Mathilda ist ein weiblicher Vorname.

## Herkunft und Bedeutung
Beim Namen Mathilda handelt es sich um eine jüngere norddeutsche Variante von Mahthilt.

## Verbreitung

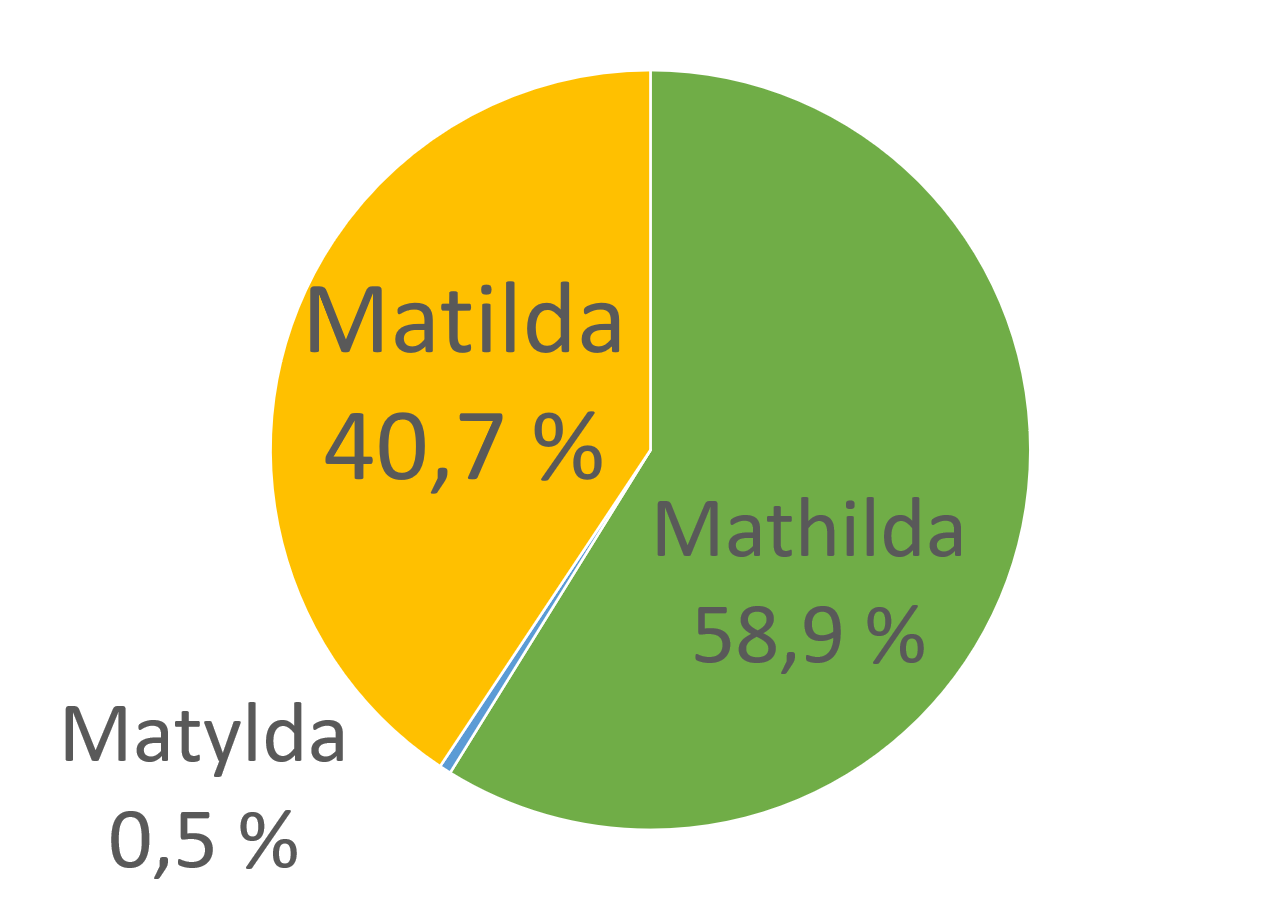
Verteilung der Schreibweisen in Deutschland zwischen 2010 und 2023

Der Name Mathilda kam in den USA im ausgehenden 19. Jahrhundert gelegentlich vor, verlor jedoch bereits in den 1890er Jahren an Popularität. Im Jahr 1911 verließ er die Top-400 der Vornamenscharts. Seit 1929 zählt er nicht mehr zu den 1000 meistgewählten Mädchennamen.
In Schweden zählte Mathilda bis 2005 zu den 100 beliebtesten Mädchennamen.
Mathilda kommt in Deutschland seit 1999 in nennenswerter Zahl vor. Seit der Mitte der 2000er Jahre kommt er immer mehr in Mode und zählt mittlerweile zu den beliebtesten Mädchennamen des Landes. Im Jahr 2023 belegte Mathilda Rang 16 der Hitliste, wobei jedoch die gleichklingenden Varianten Mathilda, Matilda und Matylda zusammengefasst wurden. Besonders beliebt ist der Name im Osten Deutschlands, vor allem in Thüringen und Mecklenburg-Vorpommern.

## Varianten
Neben Mathilda existieren die deutsche, englische, schwedische, finnische, slowakische und slowenische Schreibweise Matilda und tschechische und polnische Form Matylda.
Für weitere Varianten: siehe Mathilde#Varianten

## Namensträgerinnen

### Mathilda
- Mathilda von Boulogne (1105–1152), Königin von England und Gräfin von Boulogne

- Mathilda Betham-Edwards (1836–1919), englische Reiseschriftstellerin und Autorin von Novellen
- Mathilda Bruce († 1353), schottische Prinzessin
- Mathilda Heck (1877–1970), Schweizer Hotelwirtin
- Mathilda Hodgkins-Byrne (* 1994), britische Ruderin
- Mathilda Karlsson (* 1984), schwedisch-srilankische Springreiterin
- Mathilda Langlet (1832–1904), schwedische Schriftstellerin und Übersetzerin
- Mathilda Lindholm (* 1995), finnische Badmintonspielerin
- Mathilda Lundström (* 1996), schwedische Handballspielerin
- Mathilda Malling (1864–1942), schwedische Schriftstellerin
- Mathilda May (* 1965), französische Schauspielerin
- Mathilda Roos (1852–1907), schwedische Schriftstellerin
- Mathilda Smidt (* 2005), deutsche Schauspielerin
- Mathilda Twomey (* 1963), seychellische Juristin
- Mathilda Wrede (1864–1928), finnlandschwedische Aristokratin
- Mathilda Catrina van der Zwaard (1938–2019), niederländische Sprinterin und Mittelstreckenläuferin

Zwischenname:
- Sophia Mathilda of Gloucester (1773–1844), Mitglied der britischen Königsfamilie aus dem Hause Hannover

### Matilda
- Matilda, (1102–1167), Tochter des englischen Königs Heinrich I.
- Matilda, Countess of Angus (v. 1230 – v. 1267), schottische Adlige

- Matilda Allison (1888–1973), US-amerikanische Pädagogin
- Matilda Ellen Bishop (1842–1913), britische Pädagogin und erste Rektorin des Royal Holloway Colleges der Universität London
- Matilda Brown (* 1987), australische Schauspielerin und Regisseurin
- Matilda Cuomo (* 1931), US-amerikanische Frauen- und Kinderaktivistin
- Matilda De Angelis (* 1995), italienische Schauspielerin und Sängerin
- Matilda Joslyn Gage (1826–1898), US-amerikanische Suffragette und Menschenrechtsaktivistin
- Matilda Gelhaar (1814–1889), schwedische Opernsängerin (Koloratursopran)
- Matilda Johnson (* 1958), gambische Bibliothekarin und Schriftstellerin
- Matilda Källström (* 1995), schwedische Schauspielerin
- Matilda Kschessinskaja (1872–1971), russische Primaballerina und durch Heirat Prinzessin Romanowa-Krassinskaja
- Matilda Koen-Sarano (1939–2024), italienisch-israelische Schriftstellerin
- Matilda Lutz (* 1991), italienische Schauspielerin
- Matilda Merkel (* 1996), deutsche Schauspielerin
- Matilda Coxe Stevenson (1849–1915), US-amerikanische Wissenschaftlerin
- Matilda Ziegler (* 1964), britische Fernseh- und Theaterschauspielerin

### Matylda
- Matylda Kowal (* 1989), polnische Leichtathletin
- Matylda Krzykowski (* 1982), deutsch-polnische Designerin und Kuratorin
- Matylda Pálfyová (1912–1944), slowakische Turnerin